# Yan Abramovich Frenkel
Yan Abramovich Frenkel (tiếng Nga: Ян Абрамович Френкель, 21 tháng 11 năm 1920, Kiev - 25 tháng 8 năm 1989, Riga, Liên Xô) là một nhà soạn nhạc và nghệ sĩ biểu diễn nổi tiếng của Liên Xô.

## Tiểu sử
Frenkel sinh ra ở Kiev, Ukraina. Ban đầu, ông được cha dạy vĩ cầm, rồi sau đó học vĩ cầm cổ điển tại Nhạc viện Kiev dưới thời Yakob Magaziner. Trong Chiến tranh thế giới thứ hai, ông sơ tán đến Orenburg, nơi ông theo học Trường quân sự Antenburgircia (''Zenitnoe Uchilishche'') và chơi vĩ cầm trong dàn nhạc của rạp chiếu phim Avrora. Năm 1942, ông bị thương tại tiền tuyến. Sau khi ra viện, kể từ năm 1943 ông chơi nhạc tại dàn nhạc quân đội. Sau chiến tranh, từ năm 1946, ông sống ở Moskva, nơi ông soạn các bản hợp xướng và chơi vĩ cầm trong các dàn nhạc nhỏ.
Ông bắt đầu sáng tác ca khúc vào thập niên 1960. Bài hát đầu tay của ông là "Năm tháng ấy" ("Gody"), viết theo lời của Mark Lisianski. Trong giai đoạn sau của sự nghiệp, ông hợp tác với nhiều nhạc sĩ Liên Xô nổi tiếng, bao gồm Mikhail Tanich, Igor Shaferan, và nhóm vợ chồng Konstantin Vanshenkin và Inna Goff. Bài hát nổi tiếng Zhuravli (lời của Rasul Gamzatov, lời Việt nhan đề "Đàn sếu") là một thành tựu nổi bật của ông. Frenkel đã tổ chức nhiều buổi hòa nhạc để biểu diễn riêng các sáng tác của mình; trong các buổi này thường có sự tham gia của thính giả. Các ca khúc của ông được nhiều nghệ sĩ Liên Xô chọn làm tiết mục. Ông có hiện diện trong phim và soạn một bản nhạc cho phim Những kẻ báo thù không bao giờ bị bắt.
Yan Frenkel qua đời ngày 25 tháng 8 năm 1989 tại Riga như được tiên đoán từ bài hát "Tháng Tám" (''Averageust'', lời của Inna Goff). Vợ ông là Natalia qua đời vào giữa thập niên 1990. Người con gái là Nina sang sống ở Ý từ thập niên 1980. Cháu trai Ian Frenkel hiện là một nhạc sĩ hòa âm và dương cầm trong Ban nhạc Tuần duyên Hoa Kỳ.

## Giai thoại
Theo thông tin trích từ một trang web của người hâm mộ, nhà cầm quyền Liên Xô đã dàn dựng một chiến dịch để đả kích bài hát "Đàn sếu", viện lý lẽ là âm hưởng tôn giáo trong bài hát. Vụ việc còn bị chuyển lên nhà lãnh đạo Liên Xô là Leonid Brezhnev, sau đó Brezhnev chỉ thị "cho phép hát bài này, nhưng không quá thường xuyên".

## Phim tham gia
- Cuộc phiêu lưu của chiếc vali màu vàng (1970)
- Vương miện Đế quốc Nga, hay Sự trở lại của những kẻ báo thù không bao giờ bị bắt (1971)
- Kẻ nói dối quen miệng (1973)